# Sukow-Levitzow
Sukow-Levitzow est une municipalité allemande du land de Mecklembourg-Poméranie-Occidentale et l'arrondissement de Rostock.